# Полудинский сельский округ
Полудинский сельский округ (каз. Полудино ауылдық округі) — административная единица в составе района Магжана Жумабаева Северо-Казахстанской области Казахстана. Административный центр — село Полудино. Аким сельского округа — Калиев Мадиният Макенович.
Население — 1908 человек (2009, 2545 в 1999, 3463 в 1989).

## Экономика
Общая площадь округа — 35814 га, посевная площадь пашни — 16750 га. В округе зарегистрировано 7 сельхозформирований различных форм собственности. Развитием животноводства занимаются товарищество с ограниченной ответственностью «Полудинское», Гасанов М. З., крестьянское хозяйство «Калиева К. Е.».
На территории округа имеется 10 магазинов, 1 пекарня, 1 АЗС, деревообрабатывающий цех. Работает 26 индивидуальных предпринимателей.

## Образование
В систему образования округа входят 2 общеобразовательные школы: одна средняя в селе Полудино (200 учащихся), 1 неполная средняя в селе Ганькино (50 учащихся). В школах функционируют мини-центры для детей дошкольного возраста. В Полудинском доме культуры функционируют 2 сельские библиотеки взрослая и детская. В селе Полудино находится Центр поддержки детей, находящихся в трудной жизненной ситуации (Полудинский детский дом). Количество воспитанников — 41.

## Здравоохранение
Медицинскую помощь населению в округе оказывает 2 медицинских пункта. Проводятся профосмотры населения, флюорографическое обследование, оказывается неотложная медицинская помощь. Имеются аптечные пункты, автотранспорт.

## Инфраструктура
Населенные пункты сельского округа обеспечены питьевой водой. Организацией подачи воды занимается индивидуальный предприниматель «Водник», вода подается круглосуточно. Населенные пункты телефонизированы, подключены к сети Интернет.

## Культура
В округе работает Совет общественности, информационно — пропагандистская группа, Совет ветеранов.
В селе Полудино имеется хоккейный корт, при школах функционируют спортивные залы.

## Состав
В состав сельского округа вошла часть территории ликвидированного Новотроицкого сельского совета (поселок Ганькино). 21 июня 2019 года было ликвидировано село Скворцовка .
В состав округа входят такие населенные пункты:
| Населенный пункт              | Население, человек (1989) | Население, человек (1999) | Население, человек (2009) |
| ----------------------------- | ------------------------- | ------------------------- | ------------------------- |
| Ганькино, село                | 396                       | 300                       | 221                       |
| Ганькино, станционный поселок | 189                       | 169                       | 165                       |
| Полудино, село                | 2377                      | 1790                      | 1492                      |
| Скворцовка, село              | 501                       | 286                       | 30                        |